# 南泉寺
南泉寺坐落在中华人民共和国湖南省岳阳市湘阴县城郊，是一座汉传佛教禅宗寺院。根据清朝康熙三十三年 （1694）的《潭州南泉山双林禅寺中兴记》记载：“南泉寺系潭州四十余刹之一。”

## 沿革
南宋绍兴十年（1140年），普庵印肃游历天下，在南泉寺地址凿井一口，建立“双林禅寺”，因泉在佛寺的南边，得名“南泉寺”。
明朝永乐四年（1406年），僧人“德涌”翻修南泉寺的殿宇。正德五年间（1510年），“钦依弘戒宗师”等又加大修葺扩充南泉寺，知事王公立碑记载。正德至嘉靖三十年（1551年），南泉寺因年久失修，殿舍倾颓，“黄庭铠”主持募捐，翻修南泉寺，立碑记载。
清朝征服明朝的战争中，南泉寺遭遇兵火毁坏。康熙三十三年（1694年），“崇山德鼎”禅师等重新修建南泉寺，并且得到县令唐际的帮助，南泉寺步入鼎盛时期。之后，行和、本山法养行见、祜玉、祜鉴、宗容、宗林、宗兰等依次出任主持。
1930年，南泉寺里建立了湘阴县立中学，部分佛殿充作教室使用。中国人民抗日战争时期，湘阴县政府曾两度躲避空袭而来到南泉寺署理公务。抗日战争之后，南泉寺又由寺僧“安幸”收回。
1952年，湘阴县立中学搬到县城夏家坟山，另建新校舍，南泉寺的部分殿宇木材瓦片拆去当作建筑材料，小部分殿宇充作南泉小学教室使用，后来小学失火，南泉寺便成了一片废墟。1958年，南泉寺是茶桑场。1978年，改建茉莉花田，南泉古井遭到填塞。2002年元月，释来修云游至南泉寺废墟，结茅庵作庙堂。2001年开始，各界人士共募集建庙资金120余万元10月在南泉寺原地址上奠基动工，2002年11月第一栋“三佛殿”竣工。2003年，南泉寺重建完工。2006年，湖南省政协委员“怀梵”出任南泉寺方丈。2014年12月，南泉寺列入“国家AAA级景区”。

## 伽蓝
南泉寺的主要建筑有：山门殿、天王殿、大雄宝殿、观音殿、伽蓝殿、地藏殿、祖师殿、钟楼、鼓楼、南泉古井、放生池。

### 南泉古井
根据康熙三十三年（1694年）《潭州南泉山双林禅寺中兴记》记载：普庵印肃游化湖湘憩此，见山水幽奇，层林起伏，遂解锡杖凿土得井，清泉随手涌出，其泉之水：清甜甘冽、余味无穷，有消灾除病之功效，求饮者络绎不绝，祖师心知化缘有在，便结庐为庵，修筑寺庙，盛弘佛法，赢得了“北有地藏，南有普庵”之誉。因井在寺南，故名“南泉井”。